# Déli pályaudvar metróállomás
A Déli pályaudvar a budapesti M2-es metróvonal nyugati végállomása. Az állomásra a Széll Kálmán térről futnak be a szerelvények.
Az 1956-os forradalom leverése után a KGB százával gyűjtött itt össze 14 év feletti gyerekeket, fiatalokat, akiket lezárt vagonokban Ungvárra deportáltak. Ebben az időben a metró építése szünetelt.
Az állomást 1972. december 22-én adták át. A megállóban egy középső szigetperon szolgálja ki a két szélső vágányt. Az állomásra befutó mozgólépcsők (3 db) egy aluljáróból indulnak.
Az állomást 2006-ban újították fel.

## Galéria

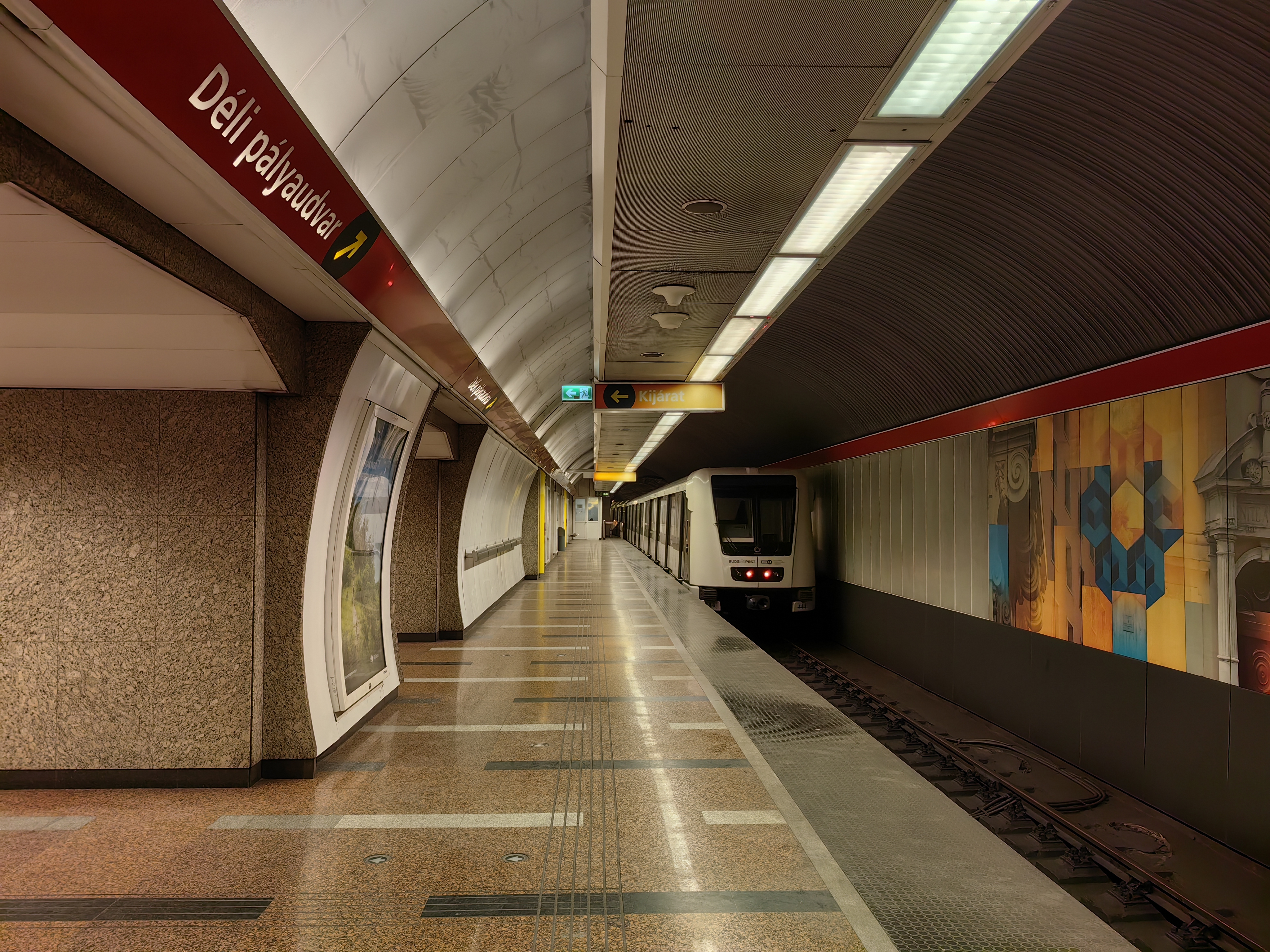
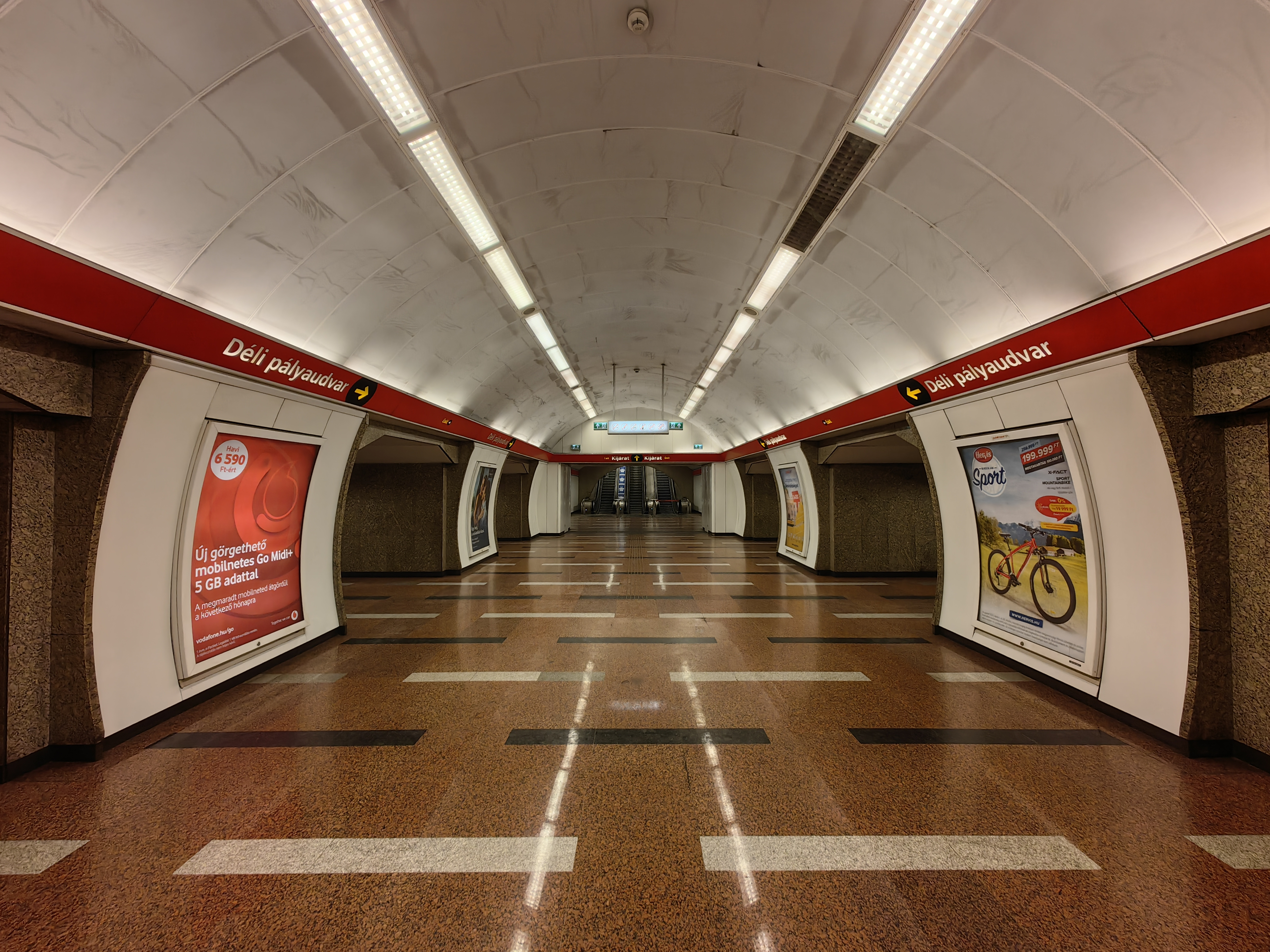
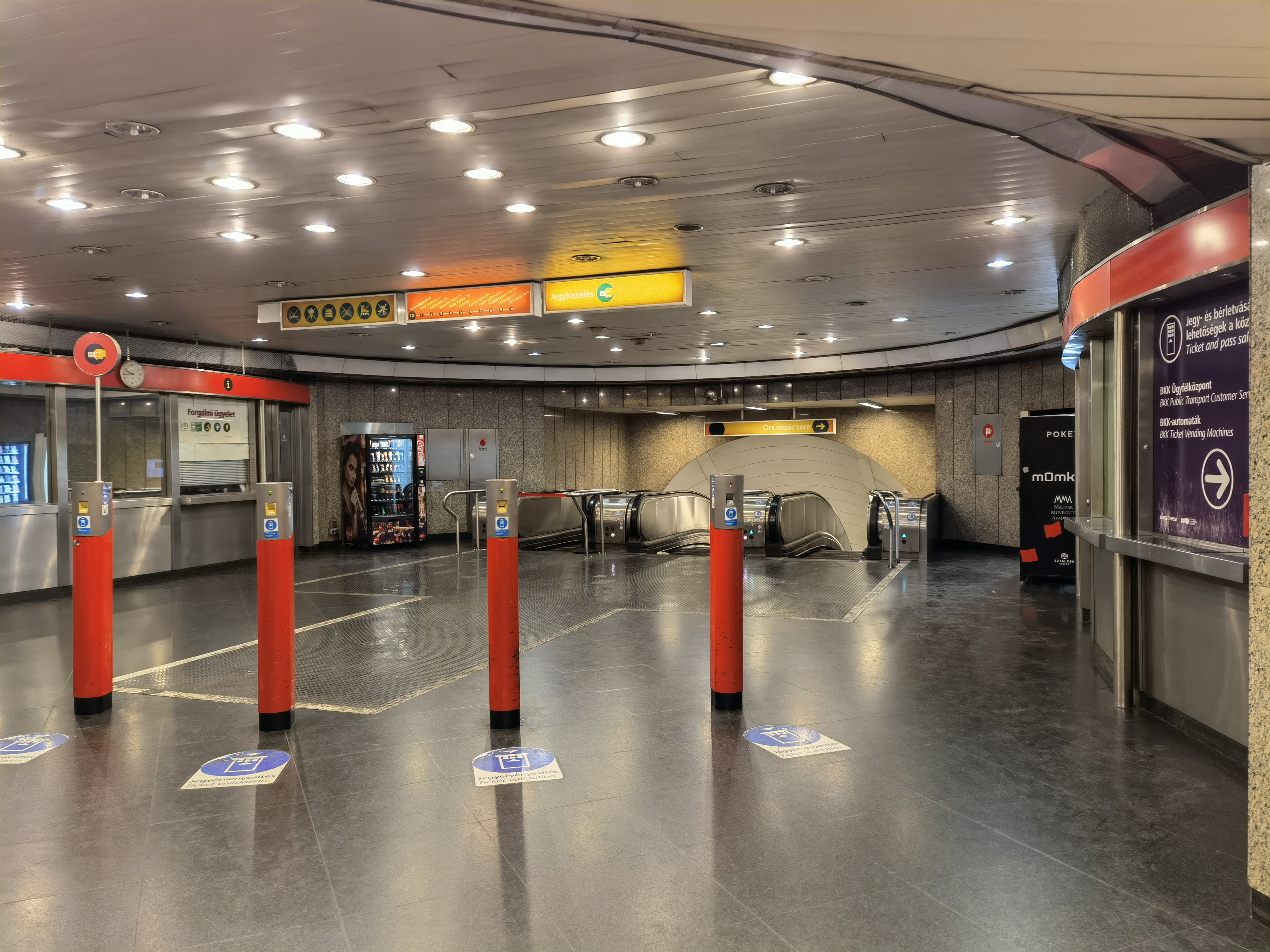
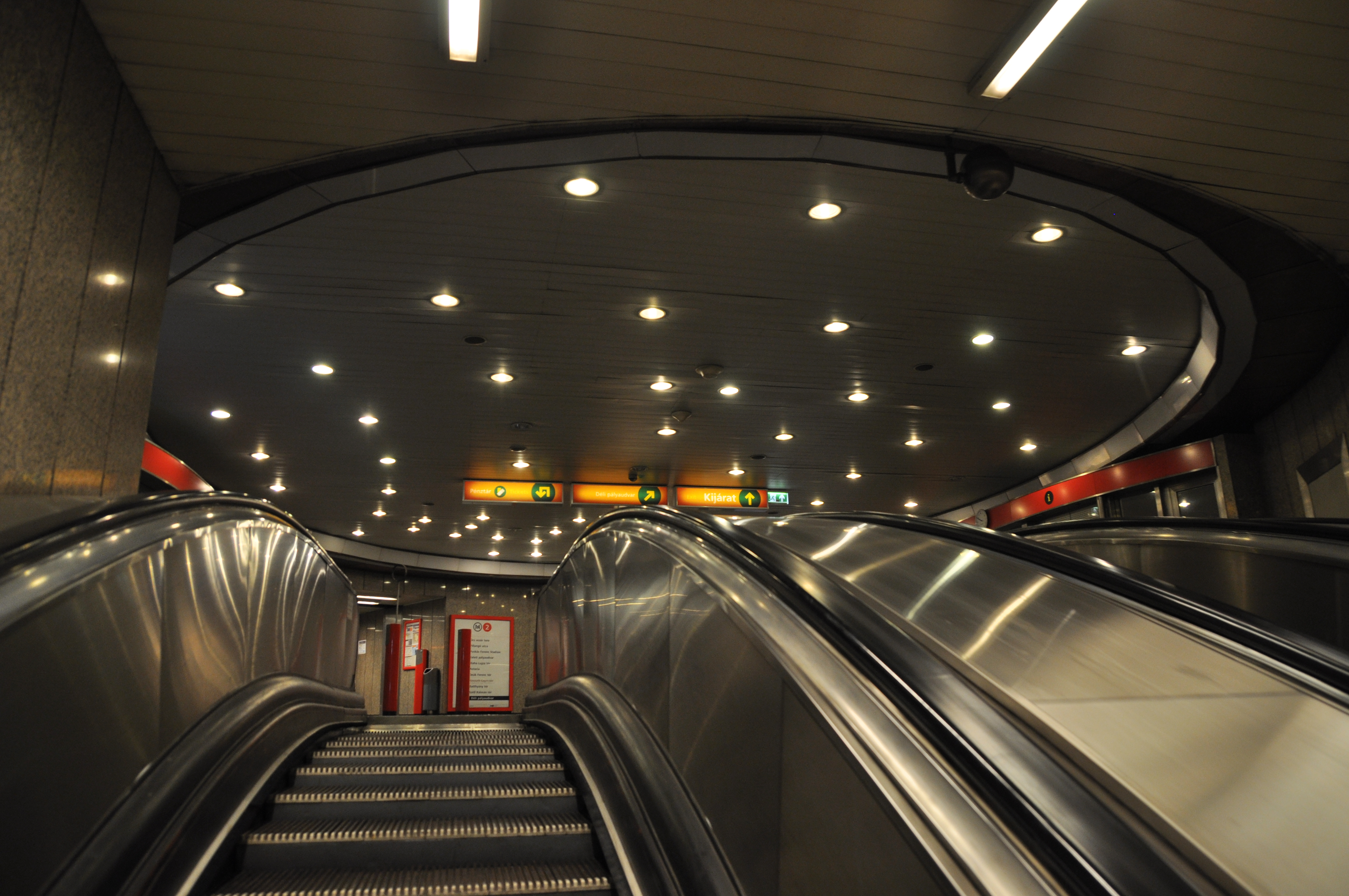

## Átszállási kapcsolatok
| Déli pályaudvar | 17, 56, 56A, 59, 59A, 59B, 61 21, 21A, 39, 102, 139, 140, 140A 770 S10 S12 S30 G30 Z30 S34 S35 S40 Z40 S42 Z42 IC, sebesvonat, gyorsvonat, expresszvonat, | Déli pályaudvar, Országos Onkológiai Intézet, Vérmező, Pénzügyi Szervezetek Állami Felügyelete |